# Vincencij Ferrer
Vincencij Ferrer (ali Fererski, tudi Ferreri) je krščanski svetnik iz katoliškega red bratov pridigarjev (dominikanec). Rodil se je okoli leta 1350 v Valenciji. Oče je bil ugleden notar. Sedemnajstleten je oblekel dominikansko redovno obleko. Študiral je v Leridi in Barceloni modroslovje in bogoslovje; nato se je vrnil v Valencijo, kjer je v samostanu poučeval modroslovje.  
Kot misijonar je prehodil Španijo, Francijo, Italijo, Nemčijo in v dvajsetletnem misijonskem delovanju imel okrog dvajset tisoč pridig, saj je pridigal kar po trikrat in še večkrat na dan. Spisal je tudi več učenih spisov in nabožnih knjižic. 
Umrl je 5. aprila 1419 v bretonskem mestu Vannes, kjer je imel zadnje govore. Na ta dan tudi goduje.